# أكيليل متوج
إكيليل متوج (الاسم العلمي:Coronilla coronata) هي نوع من النباتات يتبع جنس الإكيليل من الفصيلة البقولية.